# Francisco Vas
Francisco Vas (Saragossa) és un tenor espanyol. Nascut a Saragossa, es va traslladar a Barcelona per estudiar cant i violí. Va obtenir el Premi d'Interpretació en el IV Concurs Nacional de Cant ONCE'89.

## Trajectòria professional
El seu debut com a tenor va ser al Teatre Romea amb l'òpera El giravolt de maig d'Eduard Toldrà i posteriorment al Teatre Victòria amb Il barbiere di Siviglia.
Va debutar en el Gran Teatre del Liceu la temporada 1993-94 amb un recital líric. Des de llavors ha intervingut amb regularitat, i més recentment en les temporades 2002-03 (Ariadne auf Naxos, Pikovaya Dama, Das Rheingold i Oedipe), el 2003-04 (Tosca i Babel 46), la temporada 2004-05 hi cantà Gaudí de Joan Guinjoan en el paper de Mateu i la temporada 2009-2010 El rei Roger. Ha cantat Babel 46, Pepita Jiménez, Carmen i Die Zauberflöte (Peralada), L'Atlàntida (Festival de Granada), Los amantes de Teruel (Teatre de la Sarsuela), Il barbiere di Siviglia (Glyndebourne), Rita, Così fan tutte, Die Zauberflöte, L'isola disabitata, La Canterina i La Belle Hélène (Opéra de Chambre de la France), Babel 46, L'Enfant et les Sortilèges i Rita (Teatre Real), Falstaff (Lisboa); Le nozze di Figaro (Bilbao), Turandot (La Bastille de París) i Idomeneo (Oviedo).

## Enregistraments[3]
| Any  | Títol                     | Compositor             | Obra                           | Format | Discogràfica        | Altres participants |
| ---- | ------------------------- | ---------------------- | ------------------------------ | ------ | ------------------- | --- |
| 1997 | Requiem                   | Giuseppe Verdi         | Messa da Requiem               | CD     | MPM                 | Andreas Meisner (director); Staatliche Philharmonie «Transilvania» Klausenburg (orquestra); Oratorienchor Köln (cor); Kleiner Chor Köln                                                                                |
| 2000 | D.Q in Barcelona          | José Luis Turina       | D.Q (Don Quijote en Barcelona) | DVD    |                     | Josep Pons (director); La Fura dels Baus (direcció escènica); Orquestra Simfònica del Gran Teatre del Liceu (orquestra); Cor del Gran Teatre del Liceu (cor)                                                           |
| 2003 | Sinfonía No. 10 Amerindia | Heitor Villa-Lobos     | Simfonia no. 10 Ameríndia      | CD     | Harmonia Mundi      | Víctor Pablo Pérez (director); Orquesta Sinfónica de Tenerife (orquestra); Orquestra Simfònica del Gran Teatre del Liceu (orquestra); Cor del Gran Teatre del Liceu (cor)                                              |
| 2004 | Lady Macbeth of Mtsensk   | Dmitri Xostakóvitx     | Lady Macbeth de Mtsensk        | DVD    | EMI                 | Alexander Anisaimov (director); Stein Winge (director d'escena); |
| 2005 | Turandot                  | Giacomo Puccini        | Turandot                       | DVD    | TDK                 | Giuliano Carella (director); Núria Espert (directora d'escena); Orquestra Simfònica del Gran Teatre del Liceu (orquestra); Cor del Gran Teatre del Liceu (cor)                                                         |
| 2005 | Tristan und Isolde        | Richard Wagner         | Tristany i Isolda              | DVD    | Opus Arte           | Bertrand de Billy (director); Alfred Kirchner (director d'escena); Orquestra Simfònica del Gran Teatre del Liceu (orquestra); Cor del Gran Teatre del Liceu (cor)                                                      |
| 2005 | A Midsummer Night's Dream | Benjamin Britten       | A Midsummer Night's Dream      | DVD    | Virgin              | Harry Bicket (director); Robert Carsen (director d'escena); Orquestra Simfònica del Gran Teatre del Liceu (orquestra); Cor del Gran Teatre del Liceu (cor)                                                             |
| 2005 | Wagner Das Rheingold      | Richard Wagner         | L'Or del Rin                   | DVD    | Opus Arte           | Bertrand de Billy (director); Harry Kupfer (director d'escena); Orquestra Simfònica del Gran Teatre del Liceu (orquestra); Cor del Gran Teatre del Liceu (cor)                                                         |
| 2007 | Manon                     | Jules Massenet         | Manon                          | DVD    | Virgin              | Victor Pablo Pérez (director); David McVicar (director d'escena); Orquestra Simfònica del Gran Teatre del Liceu (orquestra); Cor del Gran Teatre del Liceu (cor)                                                       |
| 2008 | Gaudí                     | Joan Guinjoan          | Gaudí                          | DVD    | Columna Música      | Josep Pons (director); Manel Huerga (director d'escena); Orquestra Simfònica del Gran Teatre del Liceu (orquestra); Cor del Gran Teatre del Liceu (cor)                                                                |
| 2008 | Khovanshchina             | Modest Mússorgski      | Khovànsxina                    | DVD    | Opus Arte           | Michael Boder (director); Stein Winge (director d'escena); Orquestra Simfònica del Gran Teatre del Liceu (orquestra); Cor del Gran Teatre del Liceu (cor)                                                              |
| 2011 | Pikovaya Dama             | Piotr Ilitx Txaikovski | La Dama de Piques              | DVD    | Opus Arte           | Michael Boder (director); Gilbert Deflo (director d'escena); Orquestra Simfònica del Gran Teatre del Liceu (orquestra); Cor del Gran Teatre del Liceu (cor)                                                            |
| 2011 | Gurrelieder               | Arnold Schönberg       | Gurrelieder                    | CD     | Deutsche Grammophon | Josep Pons (director); Jove Orquestra Nacional de Catalunya (orquestra); Joven Orquesta Nacional de España (orquestra); Cor Lieder Camera (cor); Cor Madrigal (cor); Orfeó Català (cor); Polifònica de Puig-Reig (cor) |
| 2011 | Carmen                    | Georges Bizet          | Carmen                         | DVD    | Unitel Classica     | Marc Piollet (director); Calixto Bieito (director d'escena); Orquestra Simfònica del Gran Teatre del Liceu (orquestra); Cor del Gran Teatre del Liceu (cor)                                                            |
| 2011 | Tannhäuser                | Richard Wagner         | Tannhäuser                     | DVD    | Unitel Classica     | Sebastian Weigle (director); Robert Carsen (director d'escena); Orquestra Simfònica del Gran Teatre del Liceu (orquestra); Cor del Gran Teatre del Liceu (cor)                                                         |
| 2011 | Les Contes d'Hoffmann     | Jacques Offenbach      | Els contes d'Hoffmann          | DVD    | Bel Air             | Patrick Davin (director); Oliver Pi (director d'escena); Orchestre de la Suisse Romande (orquestra) |